# Bikaviadal

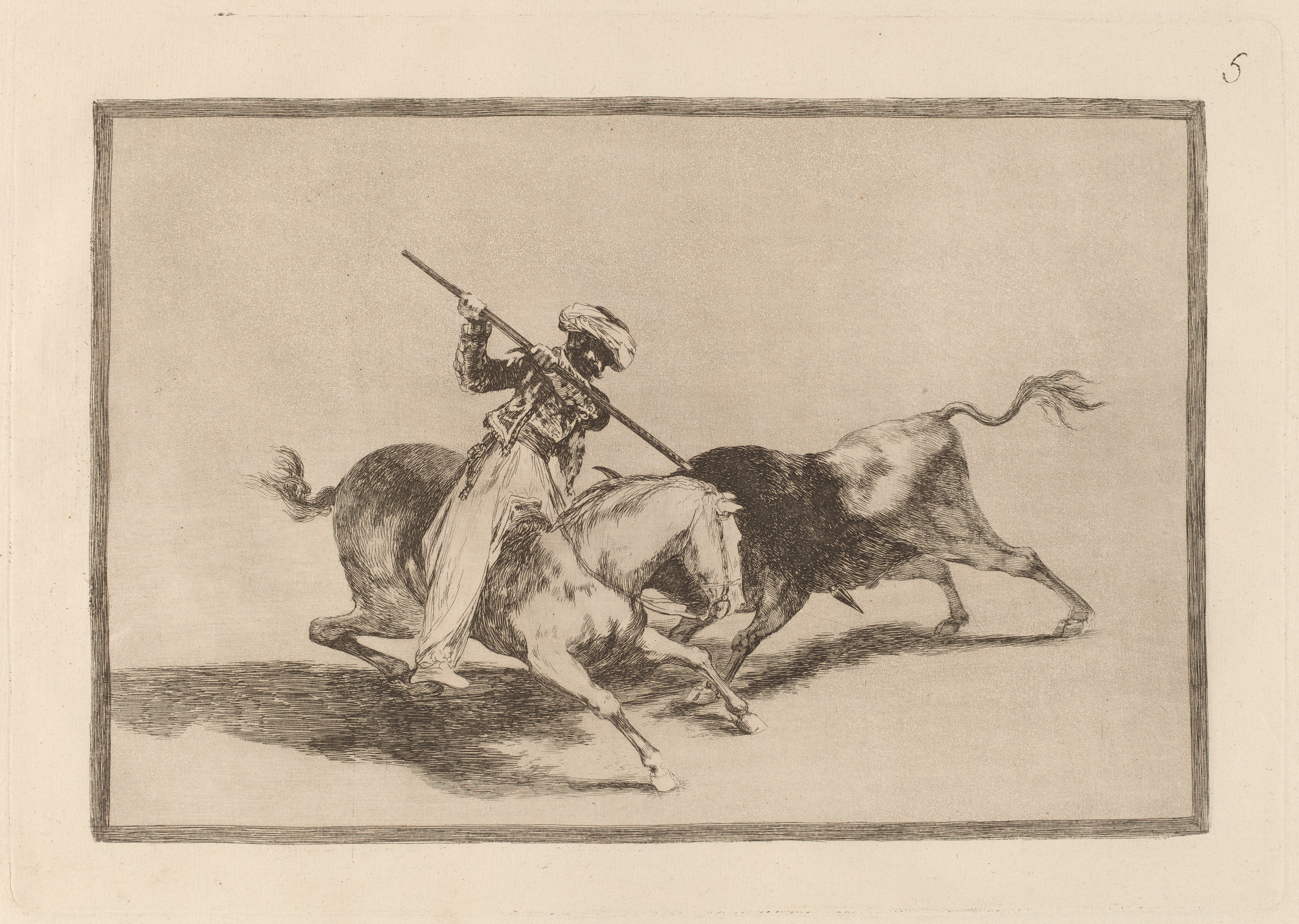
Francisco Goya: Morisco Gazul az első, aki lándzsával harcol a bikákkal, (1815-1816)

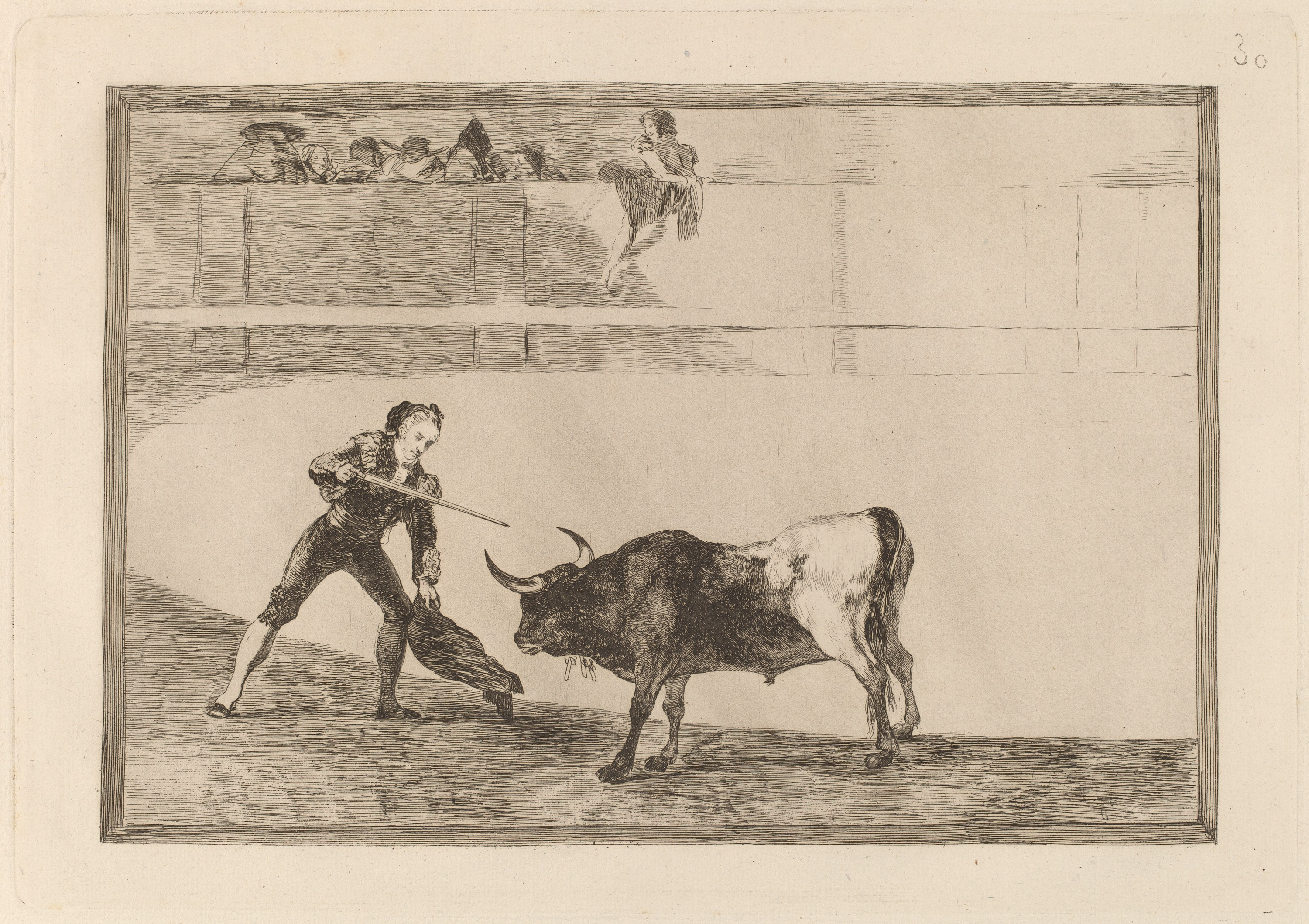
Francisco Goya: Pedro Romero megöli az álló bikát, (1816)

A corrida (Spanyolországban) vagy fiesta brava (Mexikóban), azaz a bikaviadal, az Ibériai-félszigetről származó látványosság, melynek során az arénában a torerók, azaz a bikaviadorok meghatározott szabályrendszer szerint a felbőszített, kifejezetten erre a célra tenyésztett, vad harci bikával küzdenek meg. Ennek a neve spanyolul: Corrida de toros  A véres játék végén a matador, azaz a ’leölő’ bikaviador, díszes középkori eredetű ruházatban színre lépve, kardjával rituális szabályok szerint leöli az állatot. A matador hagyományos ruházata testre feszülő, magas derekú nadrág és derékig érő díszes boleró. A hímzésekkel, rátétekkel és csipkével díszített felsőruha meghatározó eleme a spanyol népviseletnek. Három felvonásból (tercio) áll a viadal. A corrida harmadai: a lándzsák próbája a suerte de varas, a banderilla, és a halál próbája (tercio de muerte). 
A tauromaquia szó a görögből származik, amely a „bika” és a „küzdeni” szavakból áll. A Real Academia Espaňola szerint a tauromaquia nem más, mint a bikával való küzdelem művészete. Tágabb értelmezésben a bikaviadallal foglalkozó szakmai értekezések, irodalmi művek vagy műalkotások is a tauromaquia tárgykörébe tartoznak.   
A látványosság a világ egyik legősibb, máig fennmaradt szokása. Federico García Lorca spanyol drámaíró szerint: „A bikaviadalnak egész liturgiája van, valóságos vallási dráma, ahol ugyanúgy, mint a misében, imádnak és feláldoznak egy istent”. A napjainkban sokat támadott véres hagyomány pontos eredete vitatott. Egyesek az ókori rómaiak gladiátorjátékaihoz, illetve a görög és krétai „bikakultuszhoz” (tauromachia) vezetik vissza, míg mások szerint az ókori Ibériában alakult ki, és csupán véletlen a párhuzam a hasonló római és görög játékokkal. Spanyolországban az ember bikával való küzdelmének első reprezentációja egy keltibér kőtömbről származik a rómaiak által az i. e. 1. században alapított Cluniából (ma romváros Burgos provincia déli részén, Kasztíliában). Ernest Hemingway Nobel-díjas író szerint, aki jól ismerte a bikaviadal hagyományos spanyolországi formáját „a bikaviadal spanyol intézmény: nem a külföldiek és a turisták kedvéért jött létre, hanem mindig ellenükre, és minden lépés, melyet a viadal módosítására, azaz szalonképessé tétele érdekében tesznek, méghozzá hiába, mivel semminemű módosítás nem fogja szalonképessé tenni, a teljes eltiltás felé vezet.”

## Története, jelentősége

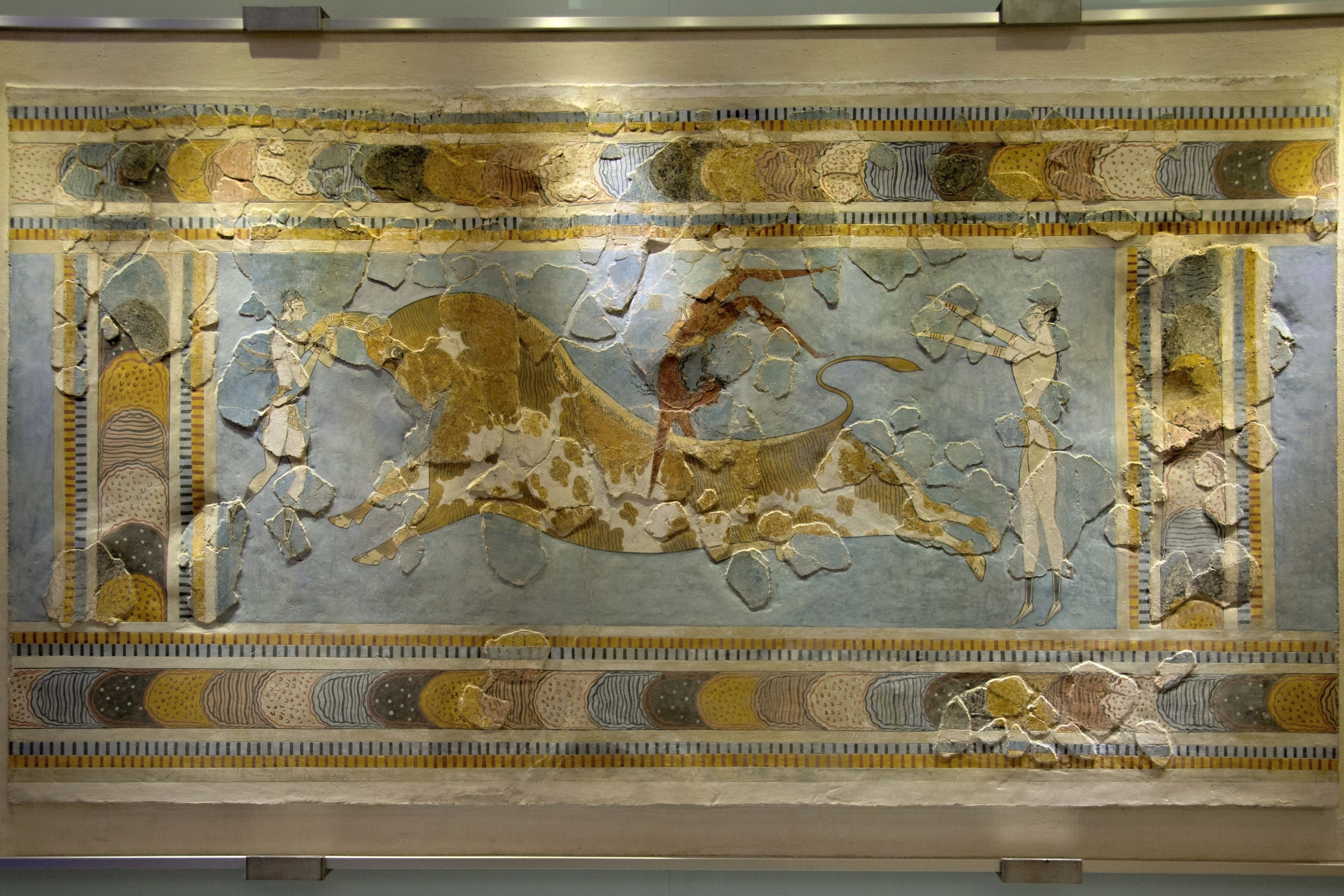
A bronzkori knósszoszi palotakomplexum egyik falfestménye a bikaugrás jelenete

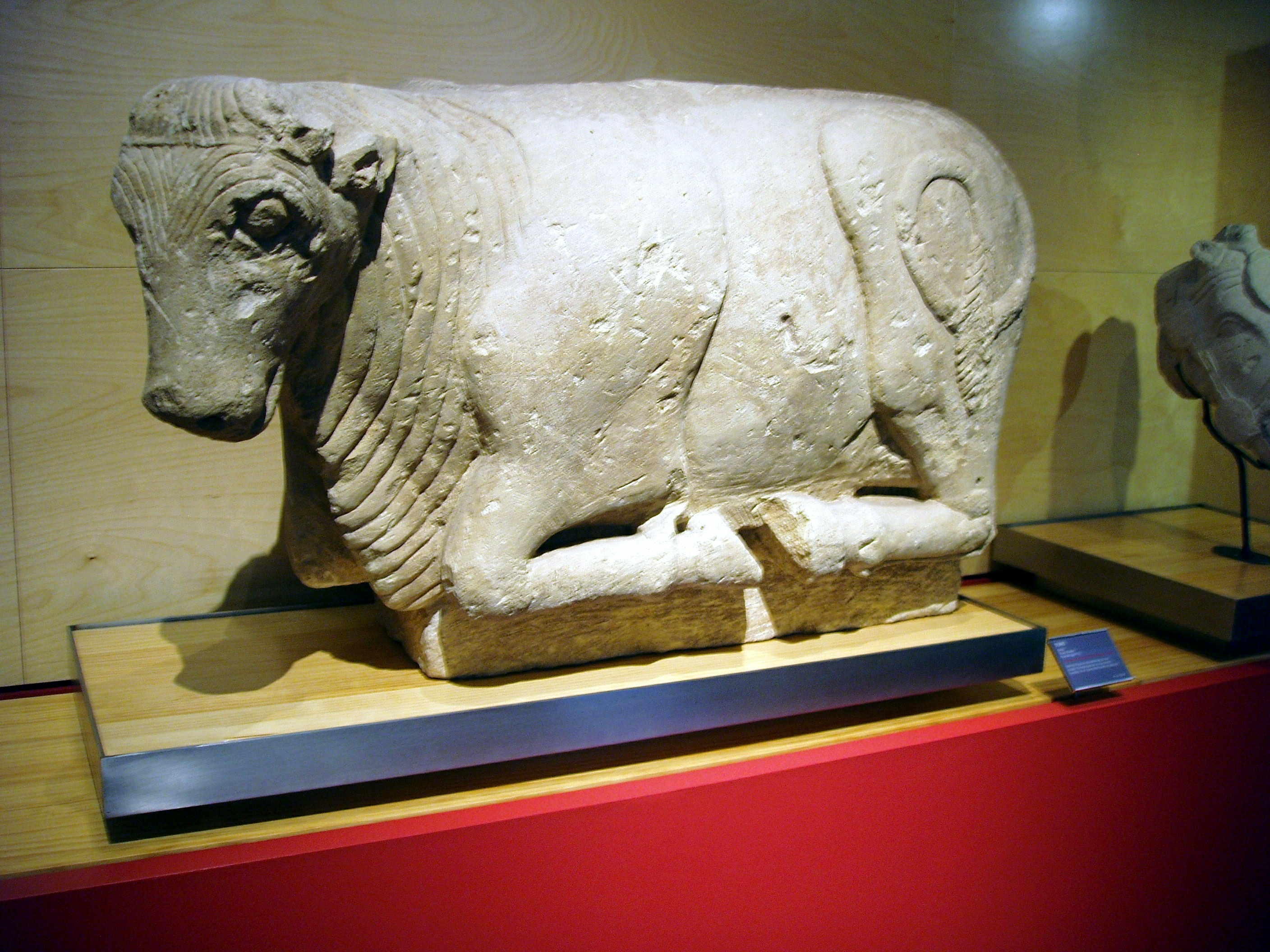
Az osunai bikaszobor, Museo Arqueológico Nacional de España, Osuna, Spanyolország

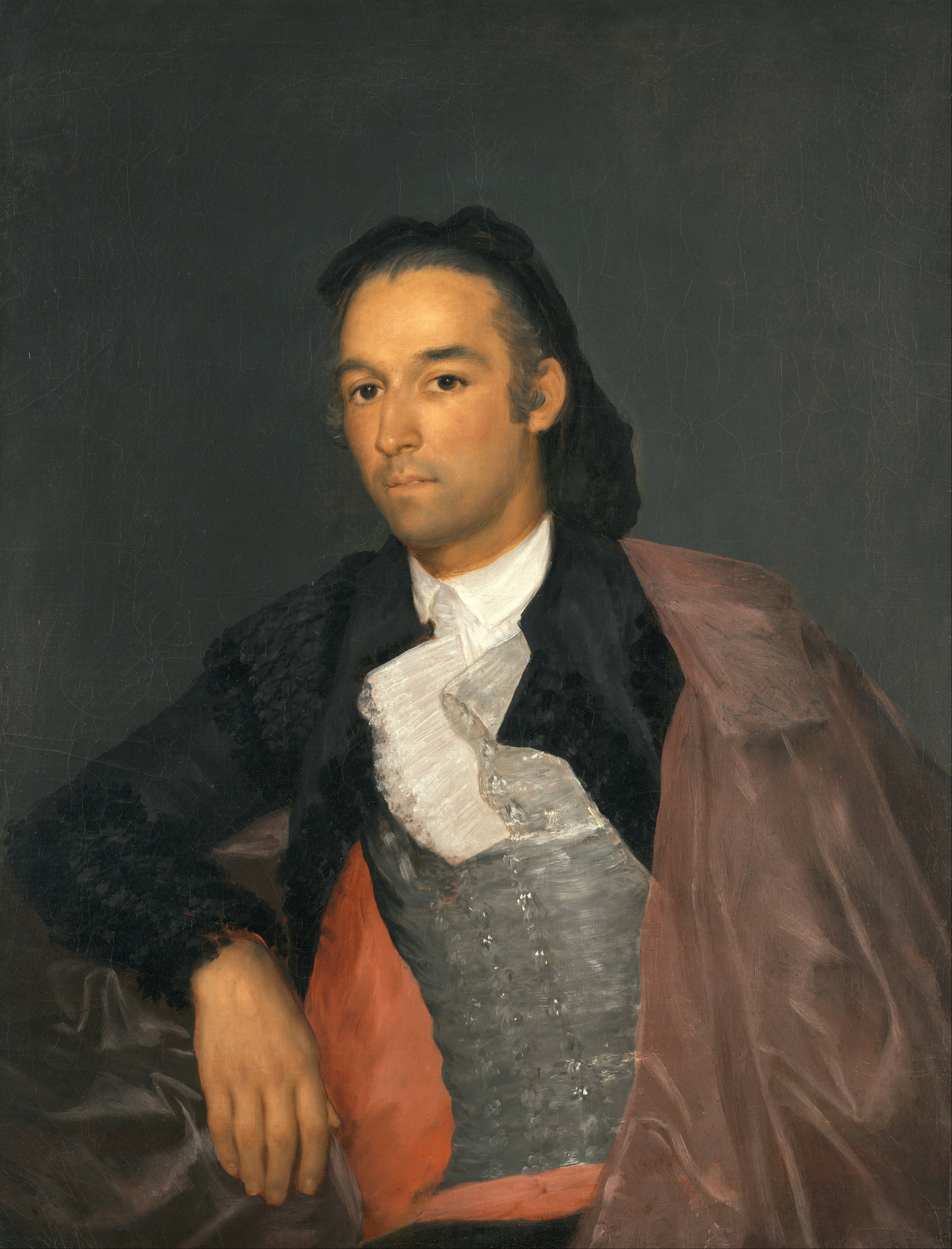
Francisco de Goya: Pedro Romero matador portréja
1726-ban Francisco Romero matador volt az első, aki nem a korábban megszokott módon, lóháton, hanem a saját lábán, vörös köpennyel és karddal szállt szembe a bikával

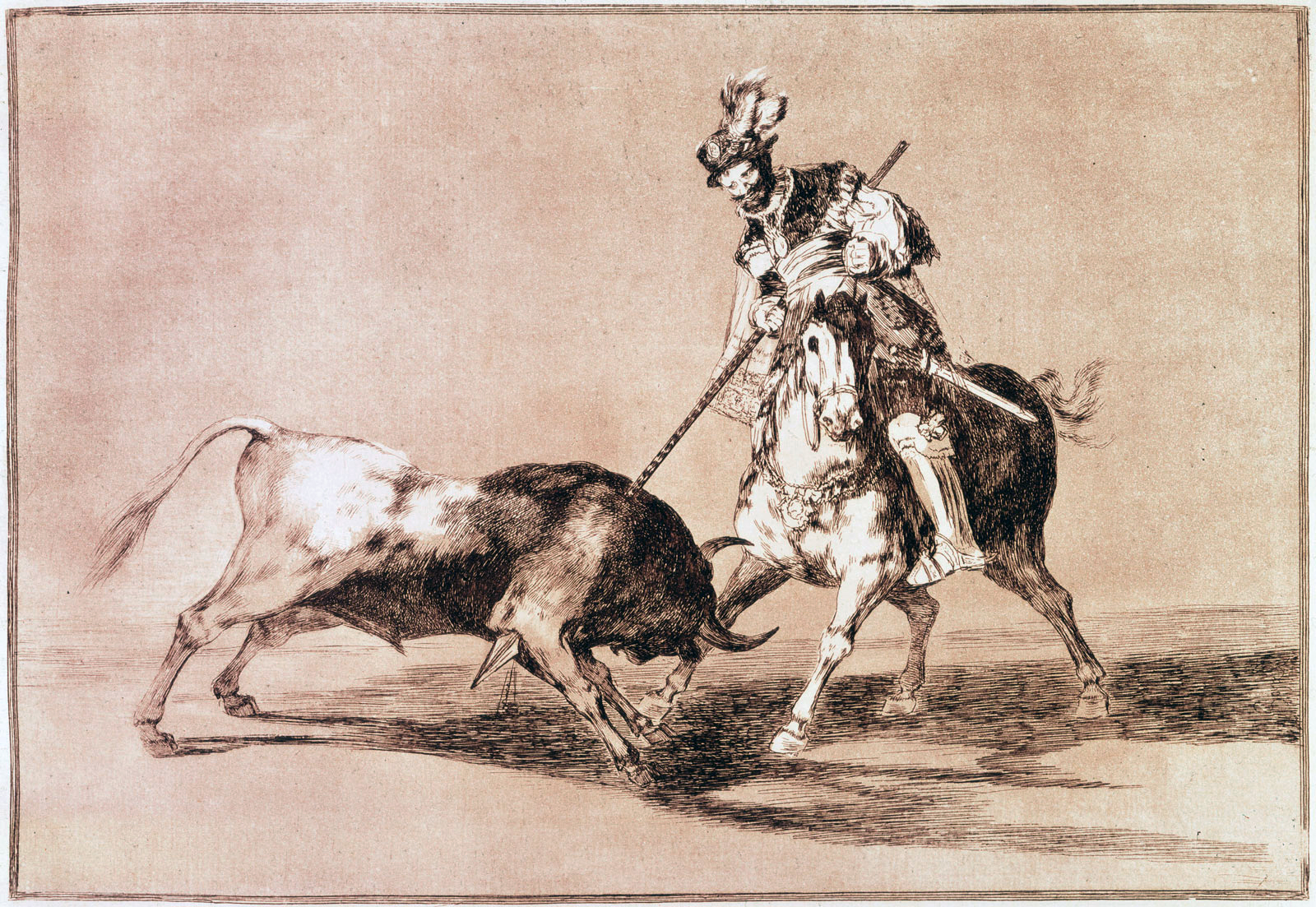
Francisco de Goya: El Cid Campeador lándzsával harcol a bika ellen

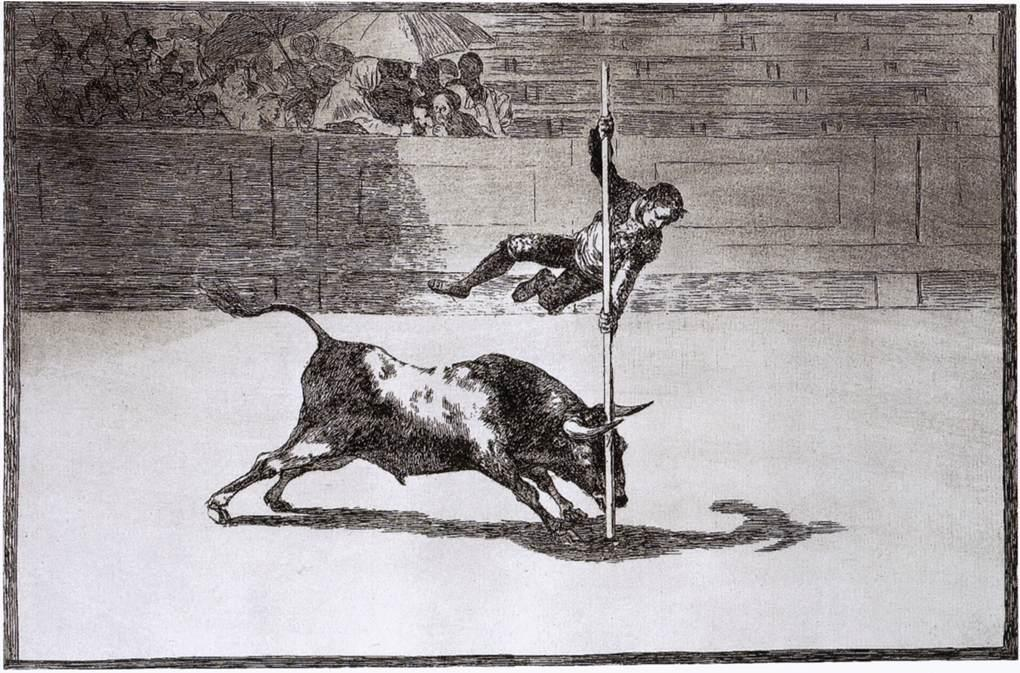
Francisco de Goya: Bikaugrás, Juanito Apiñani kecses mozdulata a madridi arénában a 19. század elején

Az egyiptomiaknál Ápiszt, a szent bikát istenségként tisztelték. A bikával való küzdelem már a görögöknél megjelent, Krétán például a termékenységhez köthető szent Bika kultusza. A krétaiak a bikával való küzdelem egy ősi formáját művelték, amelynek azonban nem az volt a célja, hogy megöljék a bikát, hanem az, hogy a bika hátára ugorva különféle mutatványokat mutassanak be. Erről a knósszoszi palotakomplexum egyik falfestménye a „bikaugratás jelenete” tanúskodik. Később a rómaiaknál a legnépszerűbb szórakozási formát jelentették a gladiátorok véres viaskodása egyrészt egymással, másrészt állatokkal, például bikákkal is. A perzsa eredetű ókori Mithrász-kultusz központi eleme a bika rituális megölése, ahol isteni parancsra feláldozzák a bikát, mint minden rossz forrását. Új hívő beavatásakor úgy ölnek le egy bikát, hogy a bika sebébõl felbuzgó forró vér rácsorogjon, a vér a hitük szerint közvetítette az állat erejét és segítette a hívő lelkének megtisztulását.
Spanyolországban a mór uralom alatt a lovagok lóhátról, lándzsával küzdöttek a bikákkal.
A középkorban a spanyoloknál a bikaviadal éppen olyan lovagjáték volt, mint a torna; Cid Campeador például kitűnő bikaviador hírében állt. A bikakultusz spanyol központjai Andalúziában Sevilla, Málaga és Ronda városai voltak.
Az első pénzdíjért küzdő bikaviador Francisco Romero volt, unokáját, Pedro Romerot tekintik a modern bikaviadal megteremtőjének, aki gyalog terelte a bikát és karddal ölte meg. 1771 és 1799 között több, mint 5600-at ölt meg, anélkül hogy karcolás is érte volna. 1785-ben emelték az andalúziai Ronda városában a az első spanyol bikaviadal-arénát (Plaza de Toros). Pedro Romero itt újította meg a bikaviadal művészetét és a leghíresebb matador-dinasztiáknak innen indult a pályafutása. A viadal mai formája 1830 körül alakult ki.
A bikaviadal Spanyolországon kívül Portugáliában, Dél-Franciaországban és Latin-Amerika több országában (Mexikó, Kolumbia, Venezuela, Peru) is hatalmas népszerűségnek örvend.
Spanyolországban, Közép- és Dél-Amerikában is sok folyóirat, könyv, film és tévéműsor foglalkozik ezzel a látványossággal. A híres pasodoble nevű spanyol tánc az 1920-as években terjedt el, amely egyfajta bikaviadal-pantomim, ahol a férfi táncos a matador szerepét ölti magára, a nő szerepe pedig a vörös muletáé. A férfi és a nő együtt mozog egy képzelt bika körül, miközben flamenco-elemeket és az arénabeli küzdelemre jellemző stilizált figurákat adnak elő.
Spanyolország legnagyobb bikaviadal-arénája a madridi Plaza de Toros Monumental de Las Ventas, mely 23 798 néző befogadására alkalmas. Az aréna 1929-ben épült, ahol az első viadalt 1931 júniusában tartották, noha hivatalosan csak 1934 októberében nyitották meg. Falai között a leghíresebb matadorokat láthatta küzdeni a bikákkal a közönség. A bikaviadal-időszak áprilistól októberig tart, a matadorok egy része télen Latin-Amerikában szerepel. Sok fontos bikatenyészet létezik, a toro bravo (’vad bika’) tenyésztésére (például Miura, Domecq, Victorino, Alcurrucén, Murube), ez a fajta bika (amely morfológiailag különbözik a vágóhídra szánt állatoktól) már régen kihalt volna, ha nem léteznének a bikaviadalok. A tenyésztőkön kívül még sokan élnek a nemzeti ünnepből (fiesta nacional), ahogy a spanyolok nevezik, A bikaviadal-arénák személyzete, állatorvosok, a matadorok ruháját (traje de luces) készítő, erre szakosodott szabók, lótenyészetek, különböző matador felszereléseket gyártó cégek megélhetése függ a viadaloktól, amely mintegy 200 ezer embernek ad munkát és a spanyol gazdaságra gyakorolt hatása több milliárd euró.
Spanyolországban nincs toreador. Ezt a használatból kiveszett szót olyan nemesemberekre alkalmazták valaha, akik még a hivatásos bikavívás előtti időkben, lóhátról, sportból öltek bikát. Bárki, aki pénzért vív bikával, legyen az matador, banderillero vagy picador, az torero. Aki lóhátról, gerellyel öl bikát, és erre idomított telivér lovakat használ fel, annak neve rejoneador vagy caballero en plaza. A bikaviadal neve Spanyolországban corrida de toros, vaţyis bikafuttatás. A bikaringet plaza de torosnak hívják.

## A bikaviadal menete
A standard spanyol bikaviadal (corrida de toros) kezdetén két alguacilillo lovas vezetésével bevonul az arénába az összes résztvevő. Először a három matador, mögöttük három sorban a velük harcoló 3-3 banderilleró. Őket követik a fölpáncélozott lovon a lovas szereplők, a picadorok. Minden matadort két banderillero követ, ők az első számú segédek, akikből idővel majd matador is válhat. Ezután bevonul néhány arenero, akik az aréna tisztításáért felelősek, majd utolsóként a ló- vagy öszvérfogat és az azt vezető puntillerok, akik később kiviszik a megölt bika tetemét.
A bikaviadal elnöke a páholyból (egy állatorvos és egy tanácsadó társaságában) fehér zsebkendőjével engedélyt ad a viadal megkezdésére. A berohanó bikát a matador két színű, fukszia-sárga négy-hat kilós köpenyével (El capote de brega) irányítva és terelgetve figyeli az állat mozgását és viselkedését. A fárasztás első két szakaszában a köpennyel történő terelés minden mozdulatsorának külön elnevezése van:
- La Verónica
- La Media Verónica
- Larga por bajo
- Larga Cambiada
- Gaonera
- La Chicuelina
- Porta Gayola
- Faroles
- La Revolera[25][26]

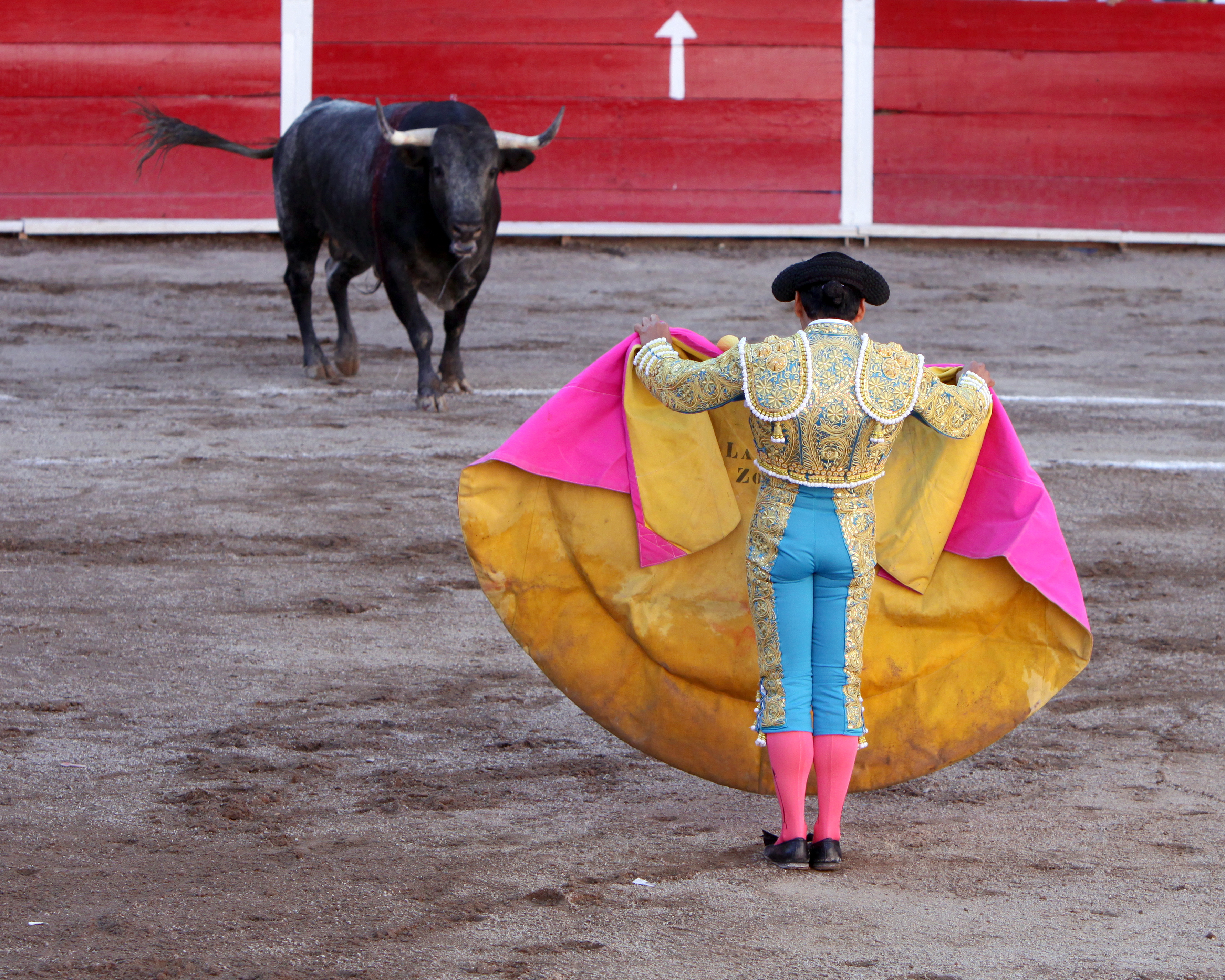
A matador köpenyét két kezében tartva, felkészül a bika rohamára

Ezután érkezik kitömött ponyvával védett lován a picador, aki a puya nevű lándzsával egyszer vagy kétszer (ahogy a matador vagy az elnök jónak látja) megszúrja a bika nyaktövén feldomborodó izomcsomót (morillo), amitől a vállizmai annyira megsérülnek, hogy a bikaviadal további részében már nehezebben tudja mozgatni a fejét. Ez arra is szolgál, hogy élénkítse a bikát de csökkentse a bika öklelésekor (corneada) a szarvak jelentette veszélyt. A viadalnak ezt a részét a lándzsák próbájának (suerte de varas) nevezik.
A picador elhagyja az arénát, a banderillerók pedig három pár, színes papírral bevont, horgos végű banderillát szúrnak a bika tarkójába, marjába. Ezek az apró lándzsák a speciálisan kiképzett hegyük miatt, a bika minden mozdulata során egyre mélyebbre fúródnak a húsba, súlyos vérveszteséget okozva az állatnak.

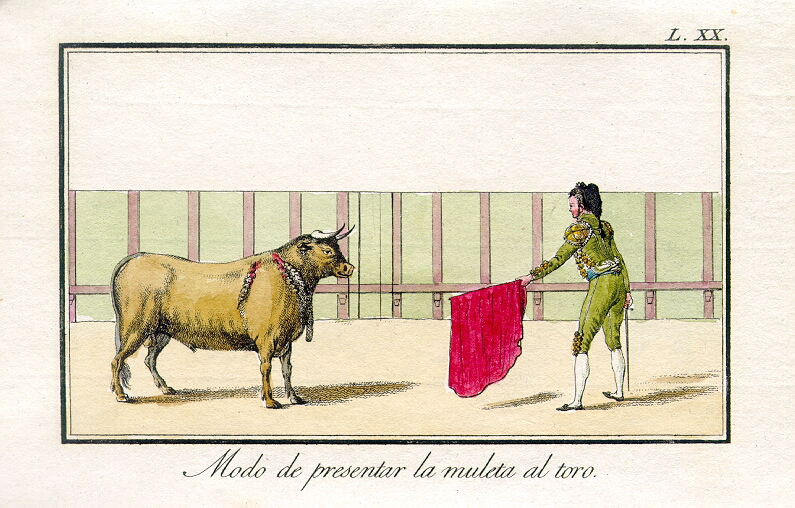
Matador a vörös muletájával, illusztráció (1796)

Ekkor megkezdi szereplését a matador, aki egy montera nevű három csúcsú fekete kalapot visel, aki muleta nevű eszközével (egy fa pálcára (estaquillador) erősített piros színű ruhadarab, kisebb, mint a köpeny), valamint egy alumínium vagy fa "szimulált karddal" száll szembe a bikával, és különböző látványos mozdulatokkal bebizonyítja, hogy képes uralni a vad bikát. 
A bikával történő viadal utolsó, és egyben legfontosabb felvonása a tercio del muerte, suerte del muerte vagy suerte suprema. Az utolsó percekben a matador a kardot valódi ívelt végű acélkardra cseréli. A hagyományos szúrókard neve az estoque, amellyel egyetlen szúrással kell kivégeznie a bikát.

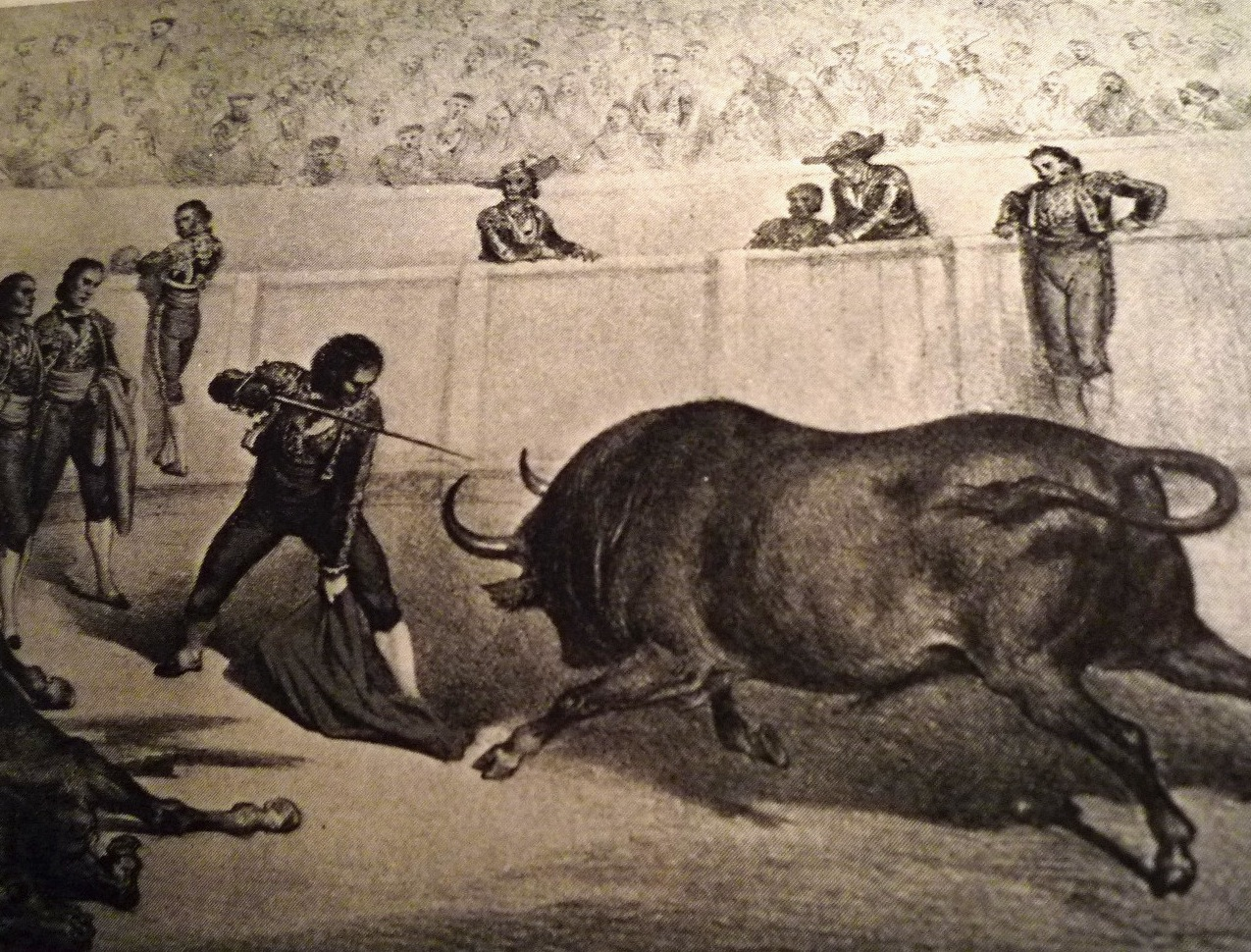
Gustave Doré: Kardszúrás (Estocada), illusztráció (1905)

Kétféle módszerrel történik a bika leölése. Az egyik lehetőség (volapié), amikor a matador az álló vagy támadó állatra ráveti magát, vagy a másik módszer, amikor állva fogadja a felbőszült bika rohamát (recibiendo) és úgy szúr. Ha mindent jól sikerül végrehajtania, akkor egy pontos szúrással a két lapockacsont közötti legmagasabb ponton ledöfi a kimerült ellenfelét. 

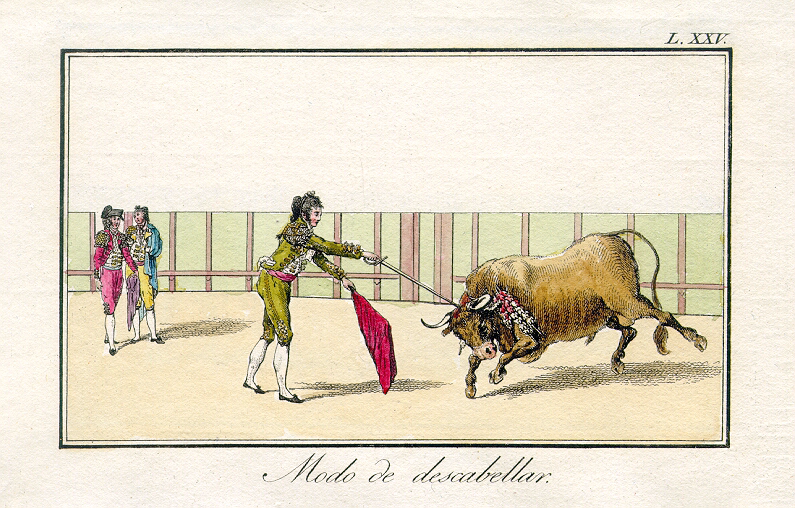
Kegyelemdöfés a descabellar tőrrel, illusztráció (1796)

A matador által végzett kegyelemdöfés neve: descabello, amely a nyakszirti csigolyák közé szúrt döfés egy különleges szóróeszköz (descabellar) hegyével, amely elmetszi a gerincagyat és a bika összeesik. Ezt akkor kell alkalmazni, ha a bika már képtelen a támadásra, mert haldoklik a kardszúrástól, lerogyva a szemével már nem képes követni a muleta mozgását sem. A kegyelemdöfést néha egy puntillero végzi el kis hegyes eszközével a puntillaval.
Amennyiben a közönség és az elnök úgy ítéli meg, hogy sikeres volt a matador szereplése, megkapja trófeaként a bika egy vagy két fülét, különleges esetben a farkát is. A bátran harcoló bika néha kivívja a közönség elismerését amely fehér zsebkendőt lenget, hogy meggyőzze a bikaviadal elnökét, hogy kegyelmezzen meg neki (indultado), ha az elnök egyetért, egy narancssárga zsebkendővel jelezi a kegyelem megadását, akkor visszaküldik a tenyészetbe, ahol sebeit meggyógyítják és nyugalomban élhet a természetes kimúlásáig.
Egy bikaviadalon (corrida de toros) összesen hat bika szerepel, minden matador 2-2 bikával küzd meg az este folyamán. Egy-egy bikával körülbelül 20 percig tart a viadal.

## A bikaviadal-arénák
A bikaviadalokat ún. arénákban (precízebb spanyol néven plaza de toros, azaz ’bikatér’) rendezik. Ezek a római állatviadalok helyszínére emlékeztető, kör alakú, homokkal borított küzdőterek (innen származik a nevük is: az arena latinul és spanyolul ’homok’-ot jelent). A világ legnagyobb bikaviadal-arénája a mexikóvárosi Plaza (de Toros) México, ezt követi a venezuelai Valenciában lévő Plaza de Toros Monumental de Valencia, és a harmadik helyen áll a madridi Las Ventas.

## A bikaviadal kategóriái
Corrida de toros: az „igazi” bikaviadal. Három matador küzd meg két-két 4-6 éves bikával.
Novillada con picadores: novillerók (még nem matadorok, általában torreádoriskolák tanulói) küzdenek meg 3-4 éves bikákkal, picadorok részvételével.
Novillada sin picadores: novillerók küzdelme 2-3 éves bikákkal, ahol picadorok nem vesznek részt.
Rejoneo: viadal lovas torreádorok részvételével.
Becerrada: torreádorok (matadorok, novillerók) vagy „műkedvelők” küzdenek két éven aluli bikákkal.
Festival: többféle – például jótékonysági – céllal rendezett viadal, letompított szarvú bikákkal. Ilyenkor nem a díszes „traje de luces”-t viselik, hanem a sokkal egyszerűbb „traje corto”-t (más néven „traje campero”).
Toreo cómico: komikus bikaviadal, melyen a torreádorok bohócok vagy törpék.
Egyéb, helyi ünnepeken rendezett látványosságok: például a bikafuttatás.

## A bikafuttatás
A bikafuttatás egy olyan látványosság, amely több bikával való viadalból áll, gyalog vagy lovon, egy zárt térben, amelyet végül is a bikák terének (La plaza de toros) neveznek. Pamplonában évente rendezik meg a világhírű Sanfermines fesztivált, amelynek fő attrakciója a bikafuttatás.
A bikaviadalon több ember vesz részt, köztük a bikaviadorok is, akik egy szoros és hagyományos, egyezményes szabályrendszert követnek, szabályozott esztétikai igényességgel tudnak részt venni, mint matadorok.

## Képek

Las Ventas bikaviadal-aréna, teljes nevén spanyolul Plaza de Toros de Las Ventas del Espíritu Santo, vagy egyszerűen madridi aréna,

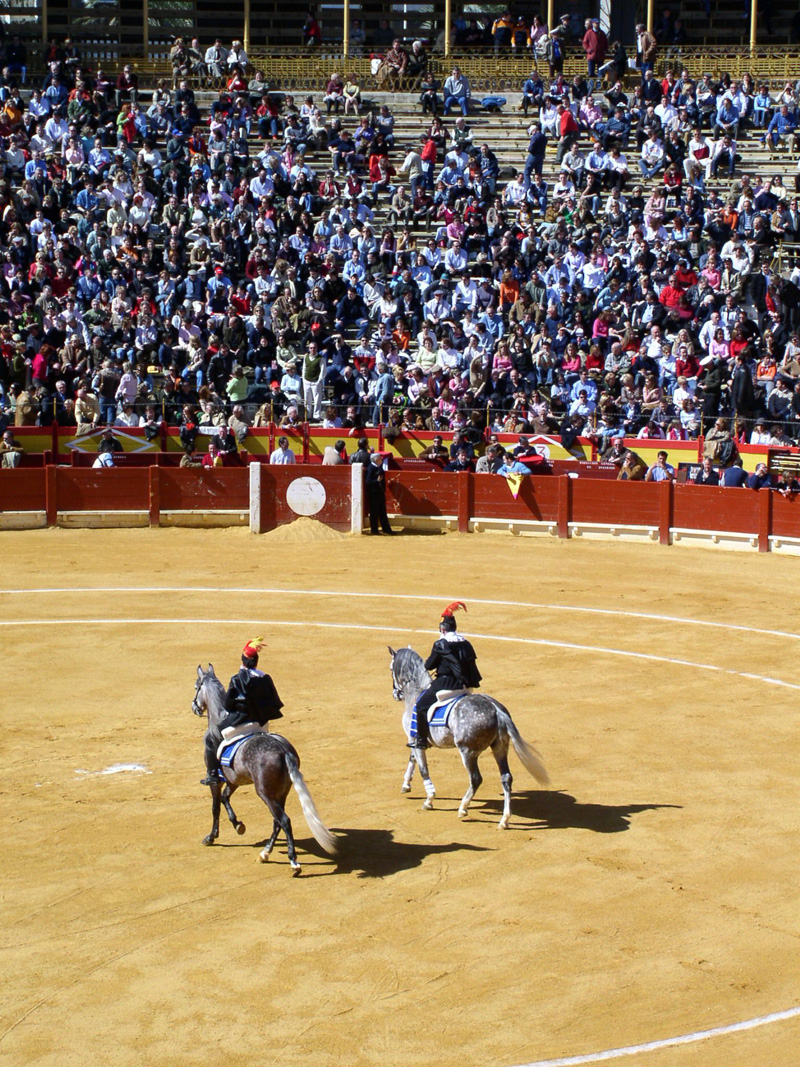
A corrida bevonulását egy vagy két 16. századi ruhába öltözött lovas alguacil (törvényszolga) vagy alguacilillo vezeti
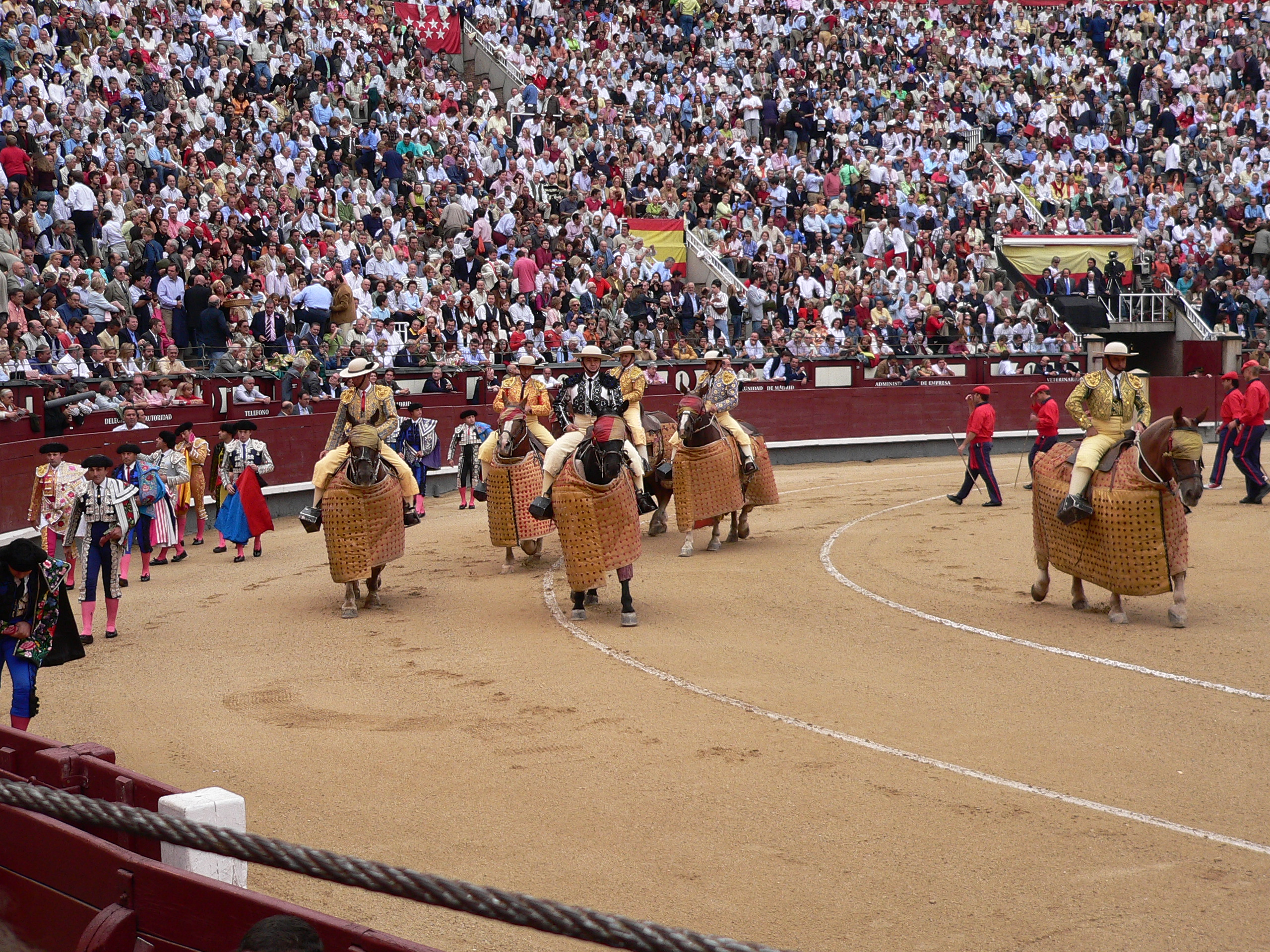
Bevonulnak a matadorok csapatai, a cuadrillák bevonulása az arénába
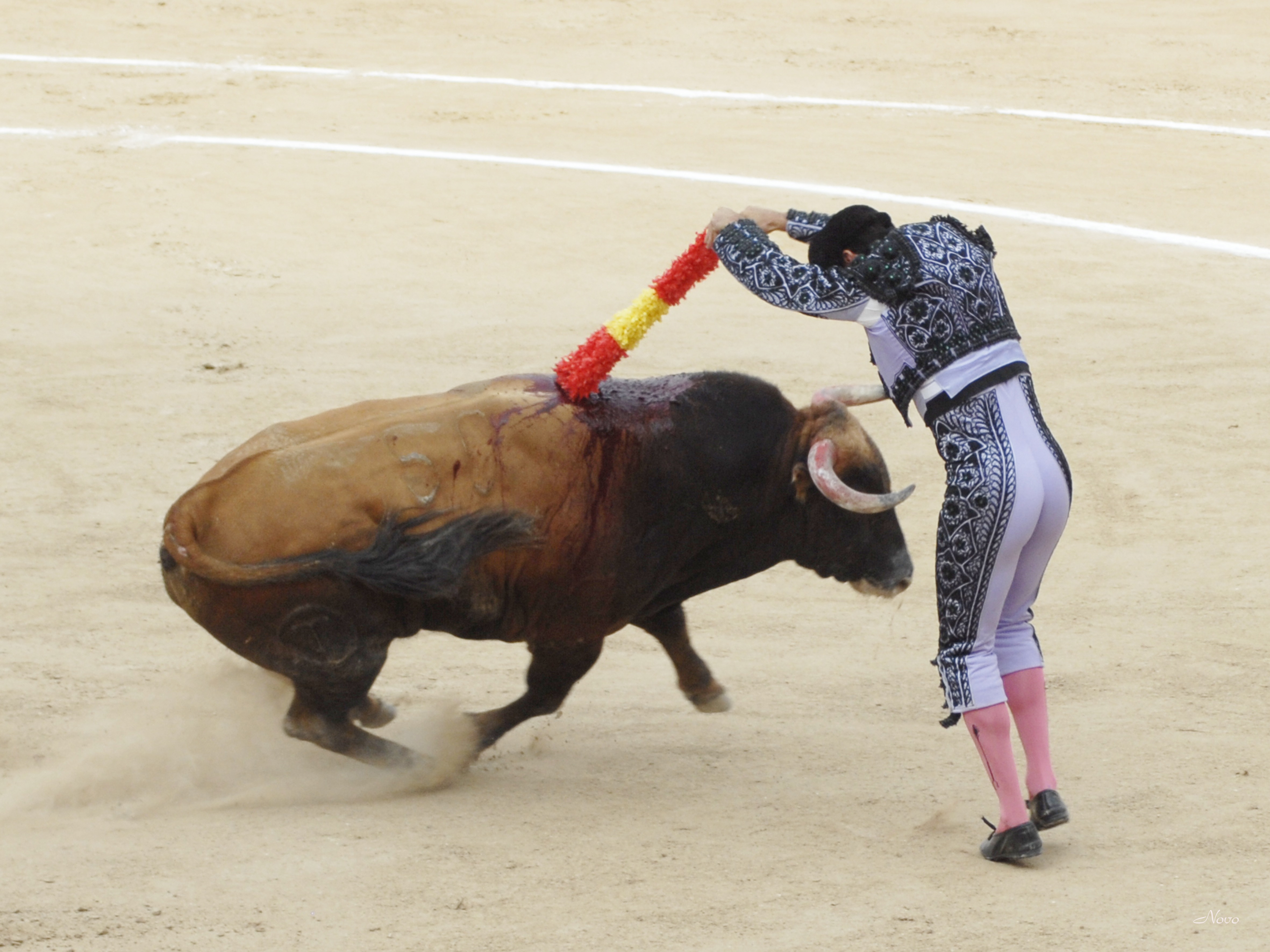
A banderillero szerepe szerint színes papírral bevont, horgos végű banderillákat szúr a bika marjába, három alkalommal kettőt-kettőt
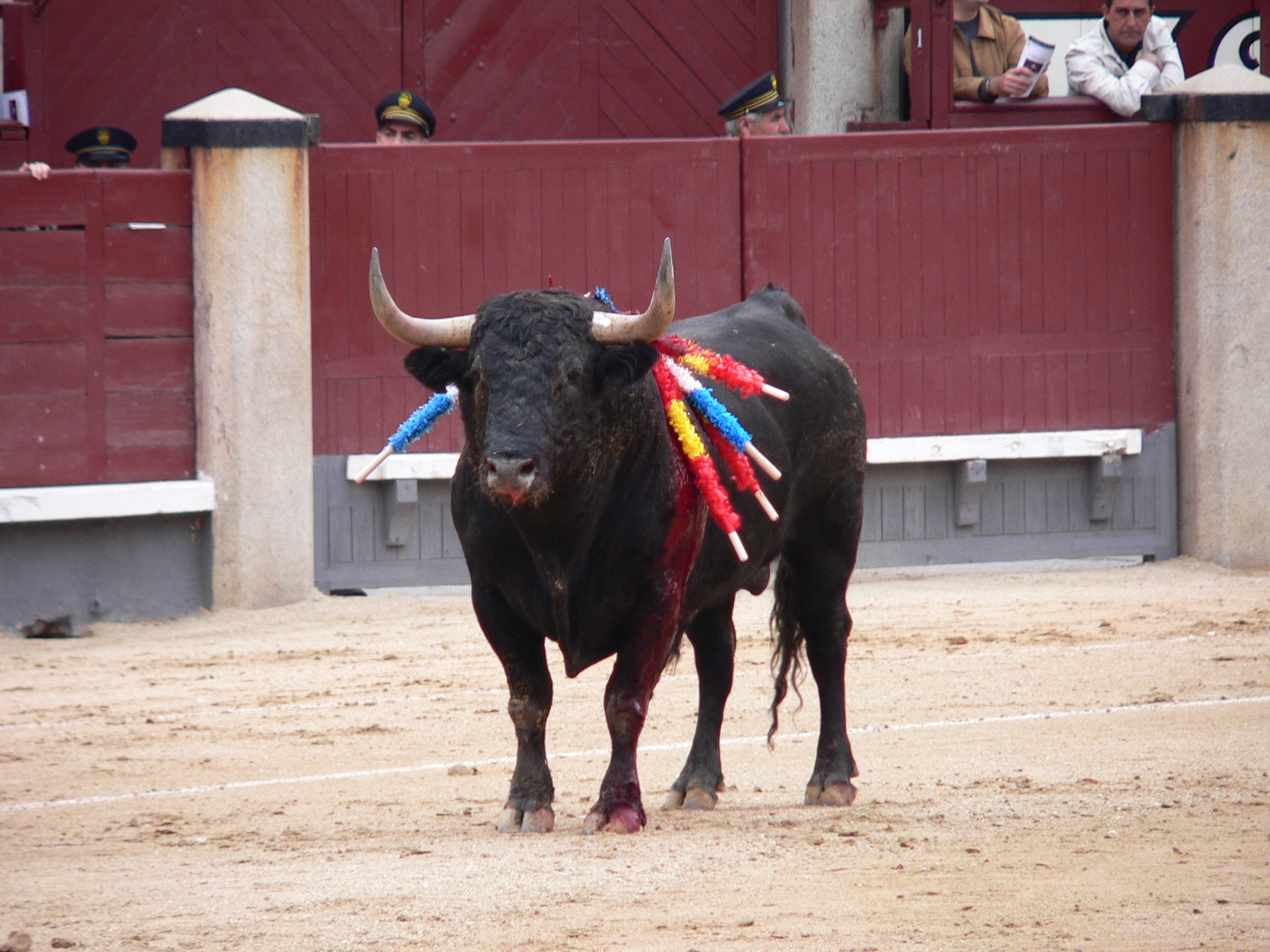
A bika az arénában, banderillákkal a vérző hátában
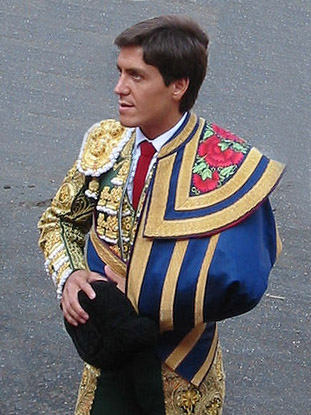
Antonio Barrera, matador de toros, 2003
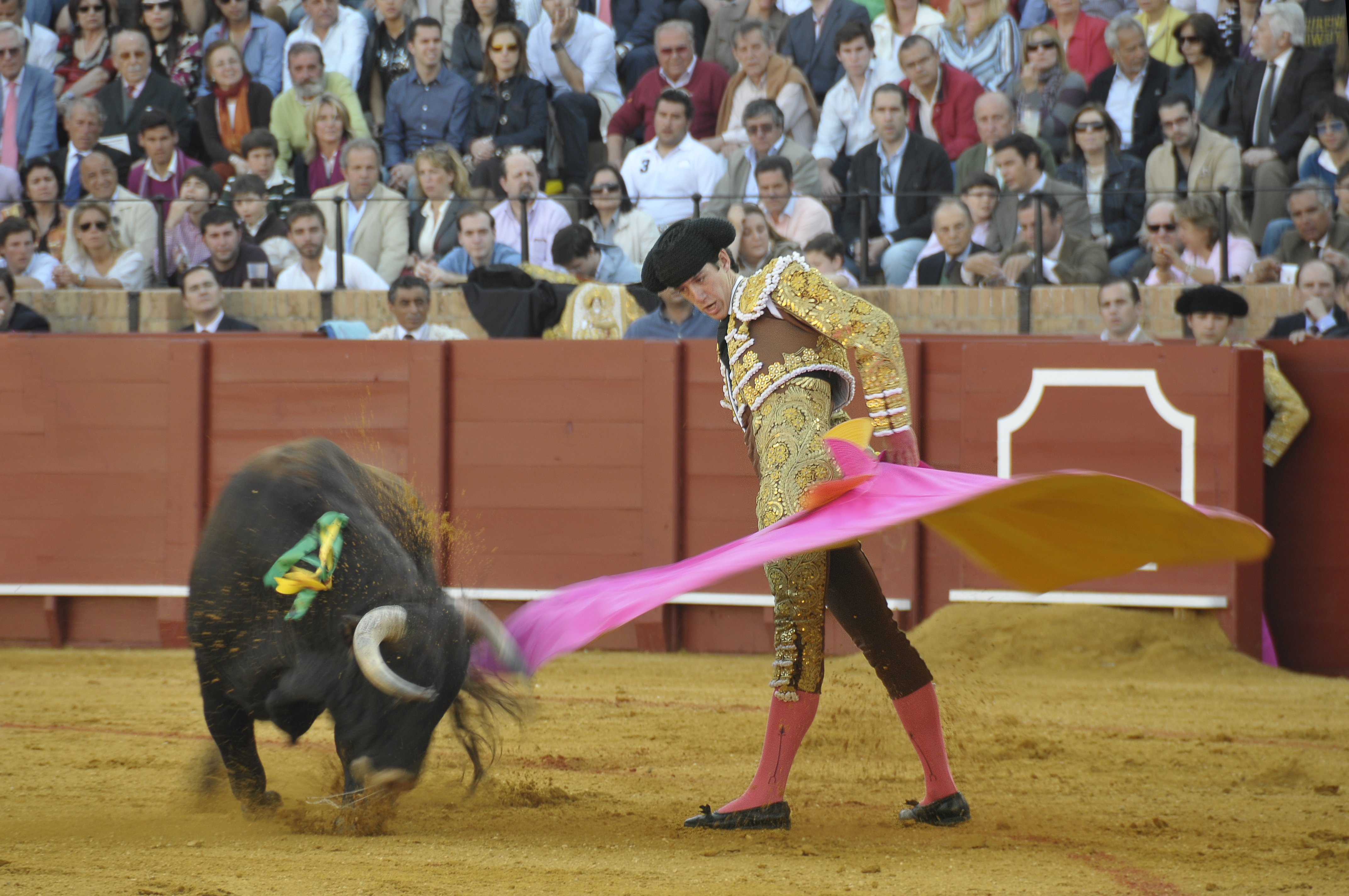
A revolera mozdulat, mely során a matador megpörgeti maga körül a vásznat, ami így egy mozgó kör hatását kelti
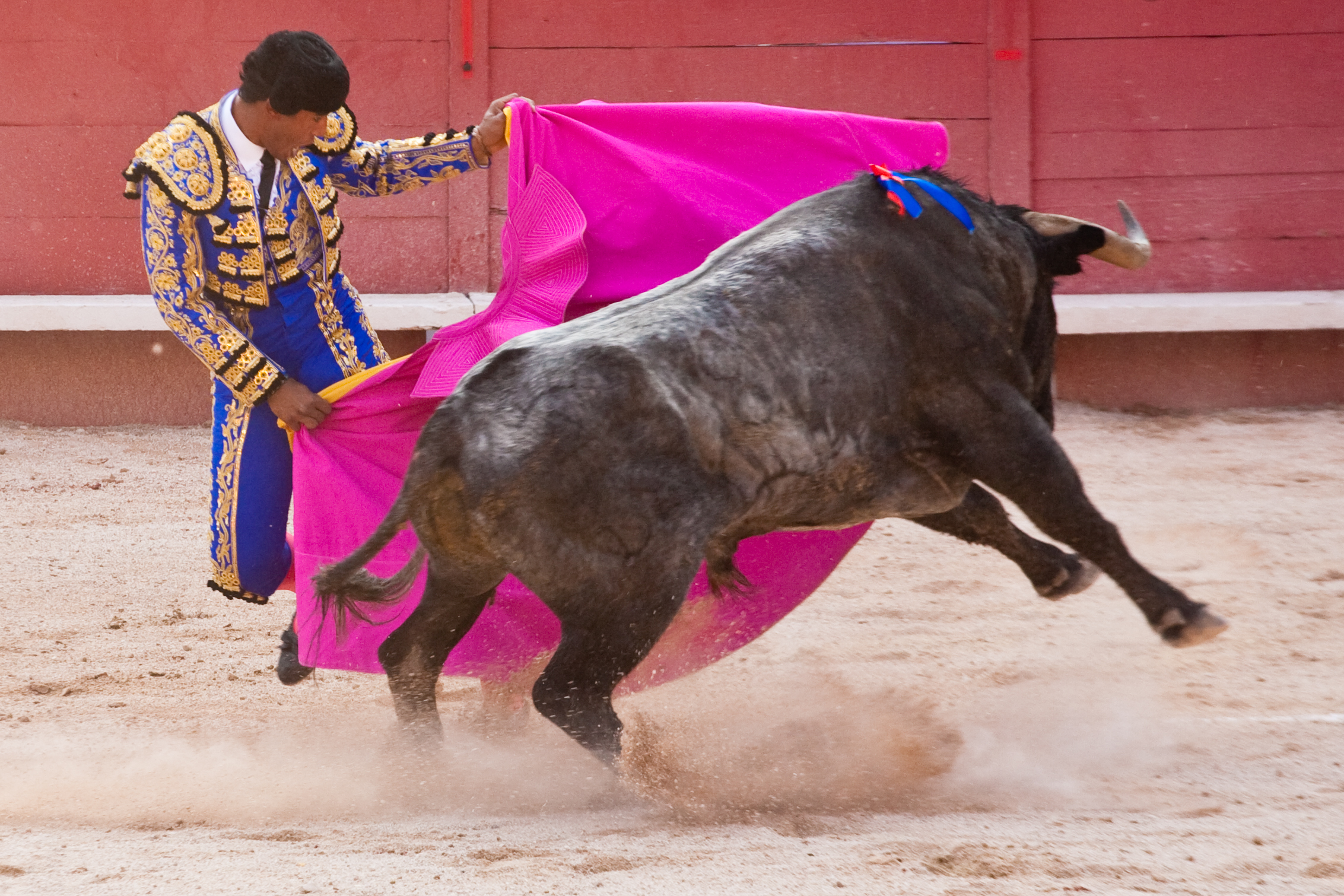
A mozdulatsort Szent Veronika után nevezték el verónicának, aki minden ábrázolásán két sarkánál fogja a kendőt, ahogyan a bikaviador is tartja a köpenyt a verónica elején
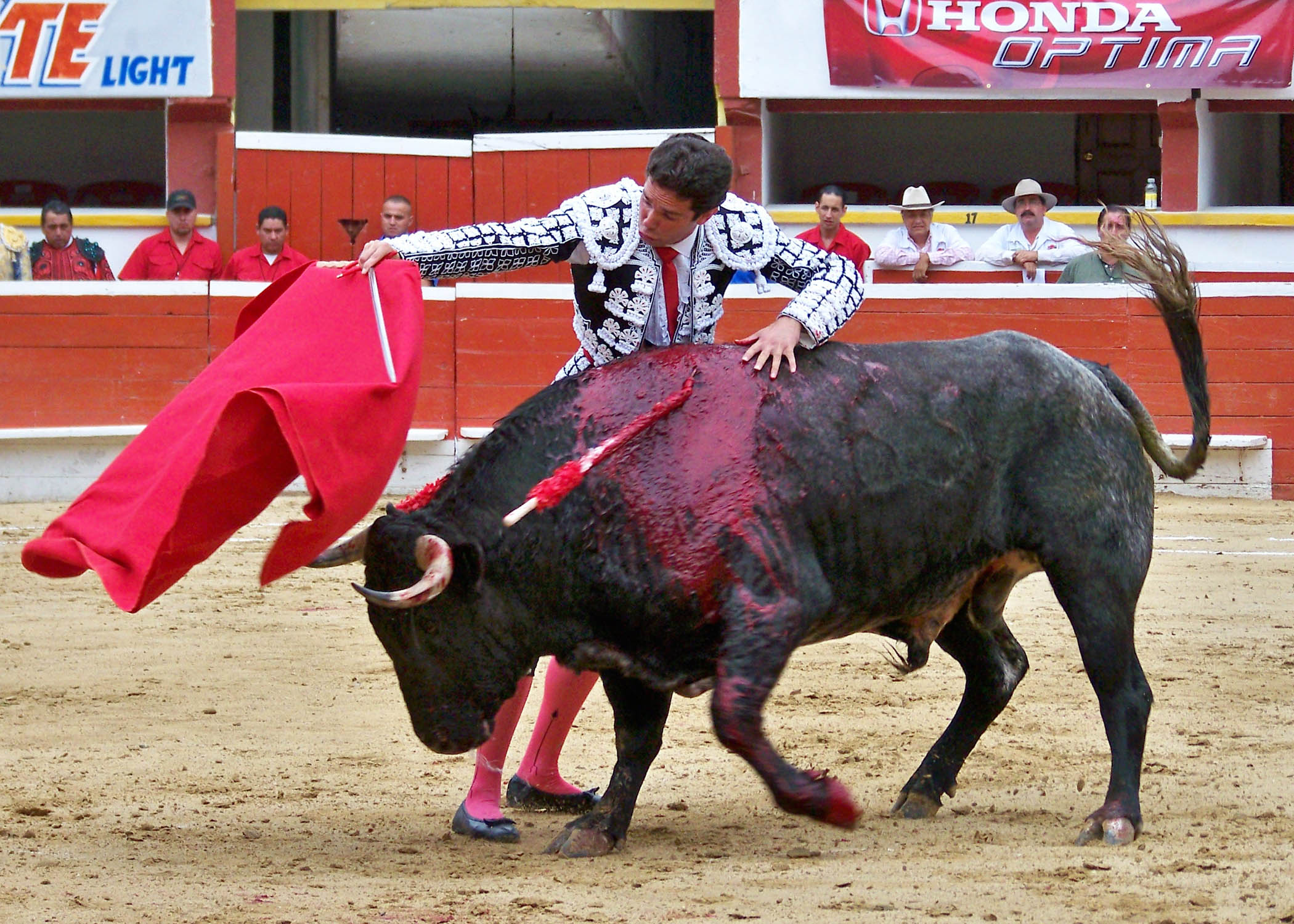
A matador látványos mozdulata, a bika a vak állati indulatai szerint megy előre, de a köpeny megzavarja
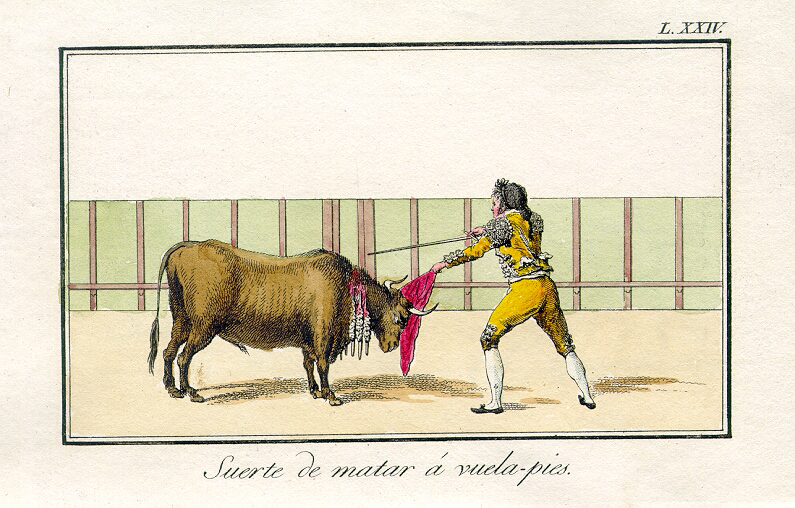
Az utolsó jelenet, a bika halála (suerte del muerte)
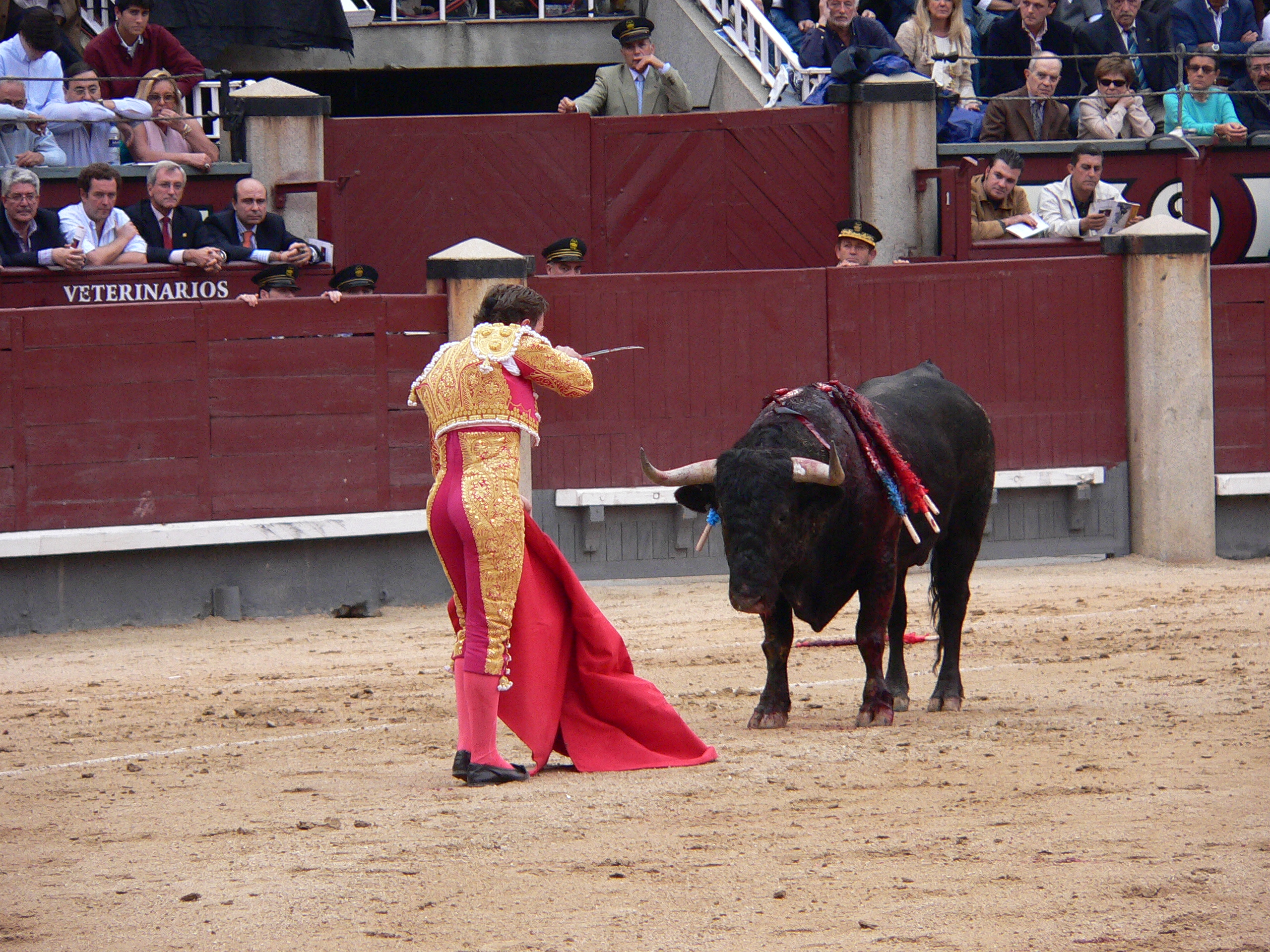
„Helyzetbe hozta a bikát a vörös posztóval, oldalt fordult, végignézett a pengén, és bement.” Ernest Hemingway: Halál délután

## Híres matadorok
- Rodolfo Rodríguez "El Pana"[46][47]
- Alejandro Talavante Rodríguez
- Andres Roca Rey[48][49]
- Antonio Chenel "Antoñete"
- Manuel Caballero
- Antonio Ordóñez
- Morante de la Puebla
- José Tomás[50]
- Cristina Sánchez
- Cúchares
- José Cubero Sánchez "El Yiyo"
- Curro Romero
- Enrique Ponce
- Fernando Gómez García "El Gallo"
- Francisco Montes "Paquiro"
- Francisco Rivera "Paquirri"
- Francisco Rivera Ordóñez
- Ignacio Sánchez Mejías
- Ivan Fandiño[51]
- Jesulín de Ubrique

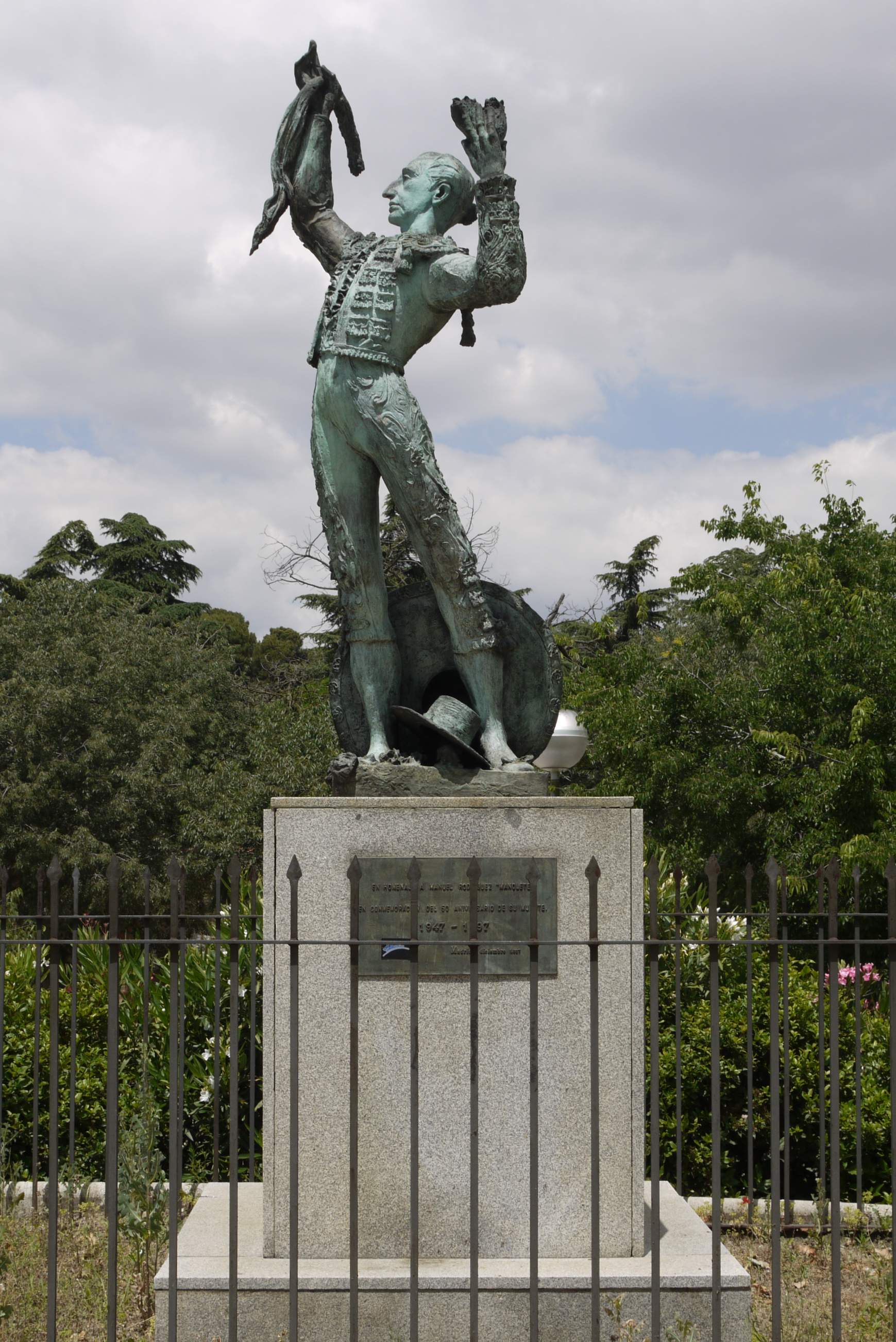
Manolete szobra

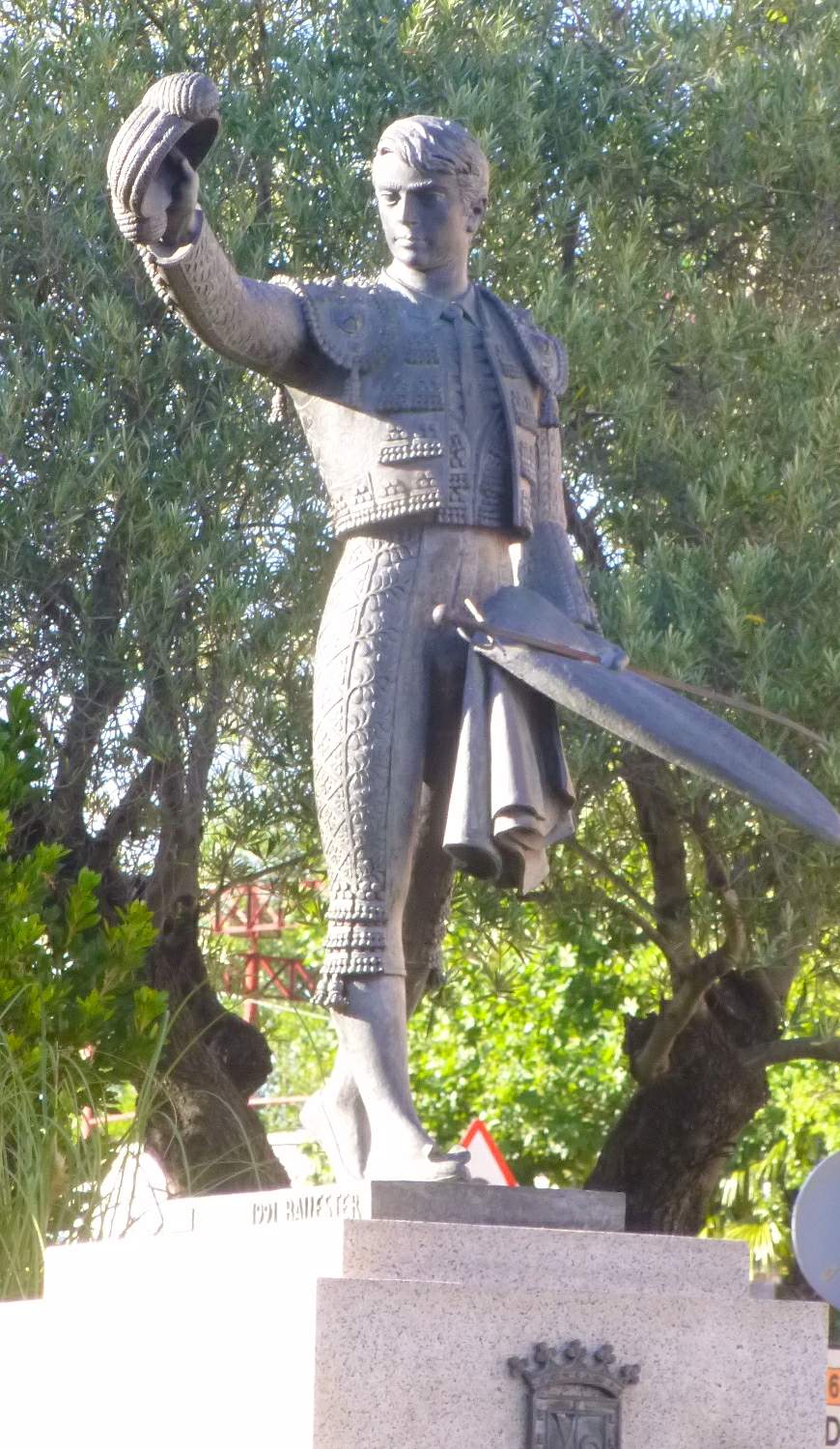
José Cubero Sánchez "El Yiyo" szobra

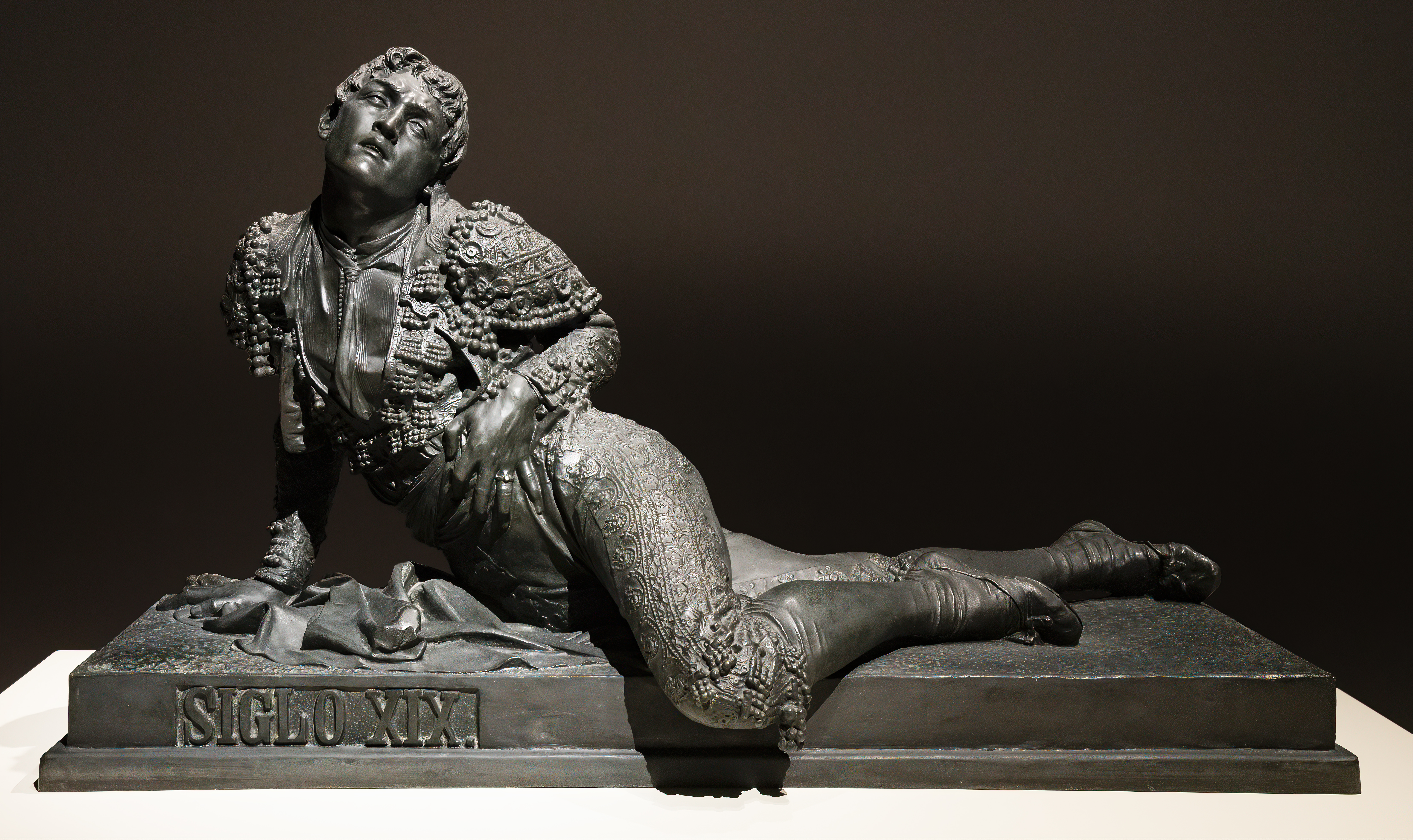
Sebesült viador, Museu Nacional d'Art de Catalunya, Barcelona

- José Gómez Ortega, ismertebb nevén "Joselito el Gallo"[52]
- Joaquín Rodríguez "Costillares"
- Jose María Manzanares
- José Miguel Arroyo "Joselito"
- José Ortega Cano
- Juan Belmonte
- Juan Serrano "Finito de Córdoba"
- Luis Miguel Dominguín
- Manuel Rodriguez Sanchez "Manolete"
- Manuel Benítez "El Cordobés"
- Manuel Díaz "El Cordobés"
- Manuel García "El Espartero"
- Paco Camino
- Pedro Gutiérrez Moya "El Niño de la Capea"
- Pedro Romero
- Pepe-Hillo
- Pepe Luis Vázquez
- Rafael Guerra "Guerrita"
- Rafael Molina Sánchez "Lagartijo"
- Salvador Sánchez Povedano "Frascuelo"
- Juan Antonio Ruiz Román ¨Espartaco¨
- Domingo López-Chaves Mangas
- Miguel Espinosa "Armillita"[53][54]
- Khan Haroon

## Halálos áldozatok

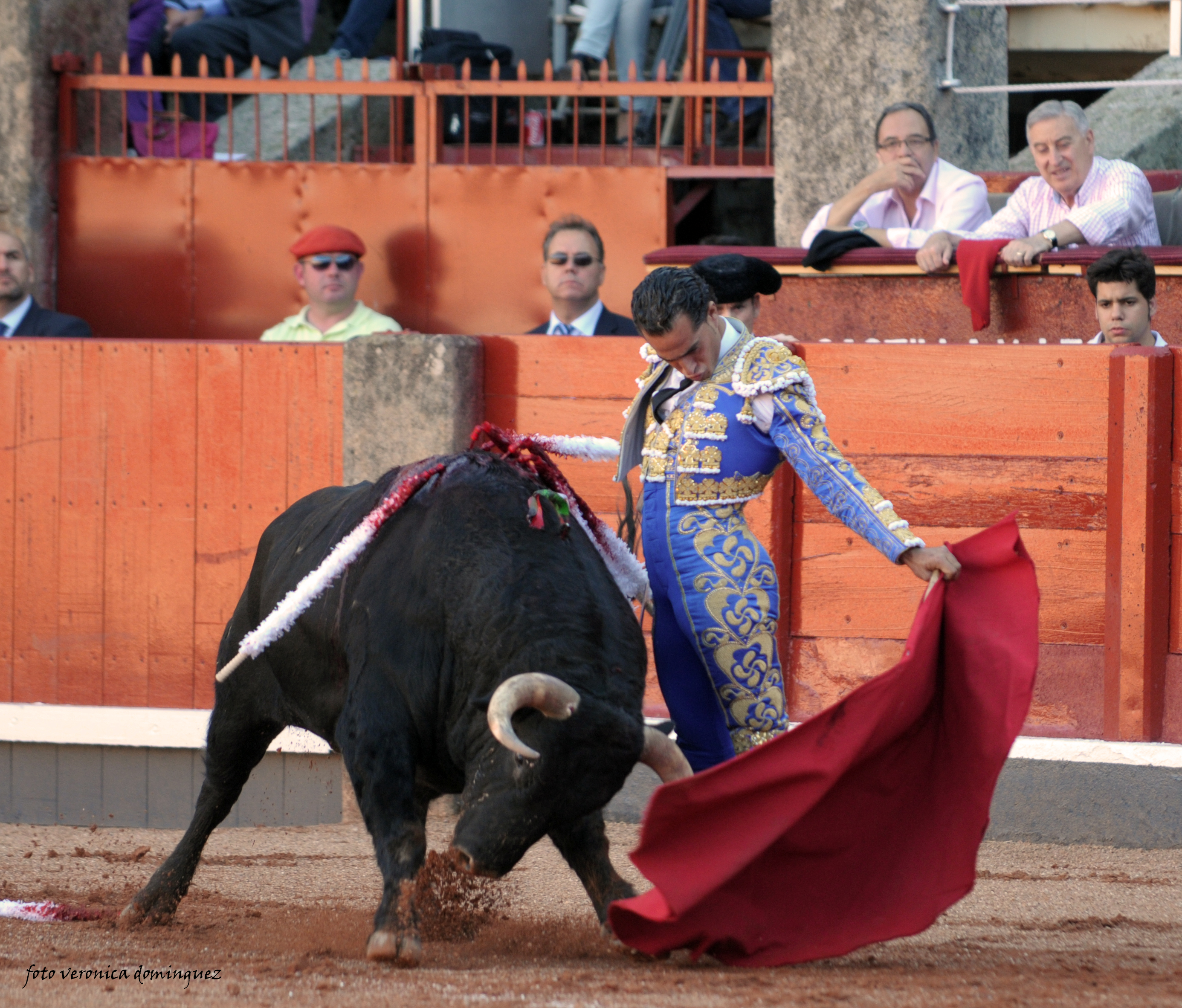
Ivan Fandiño közel a bikához (2013)

A bikaviadal veszélyes, de szigorúan szabályozott küzdelem egy vadálattal, az emberre támadó vad bikák elleni viadalok ezért viszonylag ritkán járnak halálos emberi áldozatokkal.
- 1947. augusztus 29. - a harminc éves Manuel Laureano Rodríguez Sánchez (Manolete) combján egy bika halálos sebet ejtett a linaresi arénában.[55] Halála után Francisco Franco spanyol államfő háromnapos nemzeti gyászt rendelt el.[56]
- 1984. szeptember 26. - Francisco Rivera, (Paquirri) életét vesztette egy Avispado[57] nevű bika elleni küzdelme során.[58]
- 2016. július 9. - Víctor Barrio 29 éves spanyol matador vesztette életét. [59]
- 2017. június 18. - Iván Fandiño 36 éves spanyol matadort döfte halálra egy bika. [60][61][62] [63]

## Bikaviadal a képzőművészetben

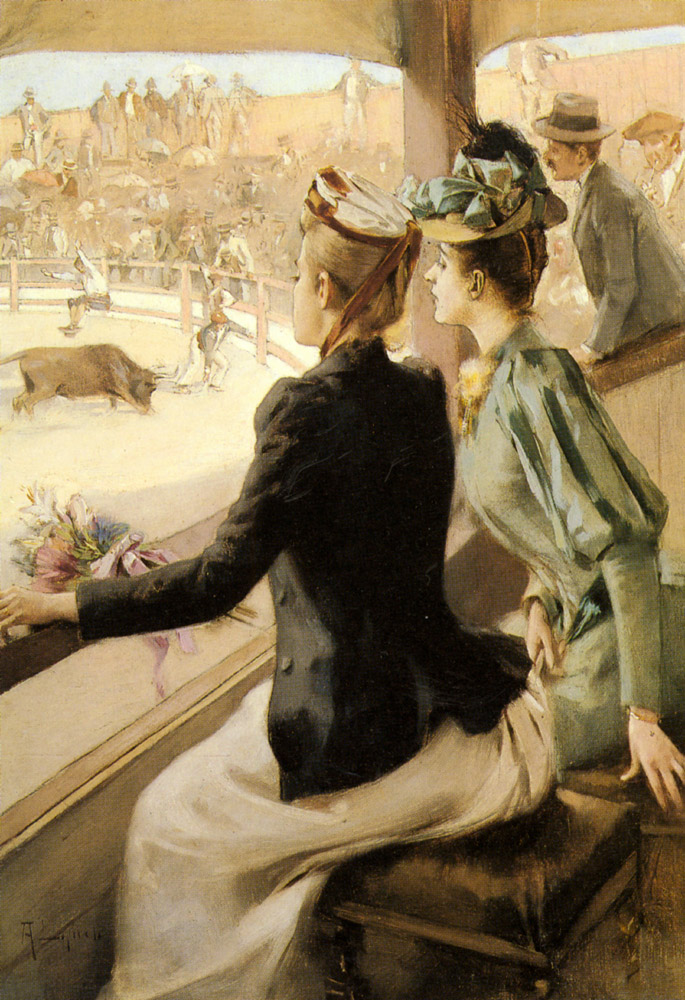
Albert Lynch: Bikaviadal

A bikaviadal sok művész képzeletét is megragadta. Francisco Goya 1816-ban adta ki a harmadik nagy nyomdai sorozatát, a "La Tauromaquia" -t. Fiatal korában Goya a bikaviadal nagy rajongója volt. Pablo Picasso megannyi művében megörökítette a bika és az ember harcát.

## Problémák és viták a bikaviadal körül

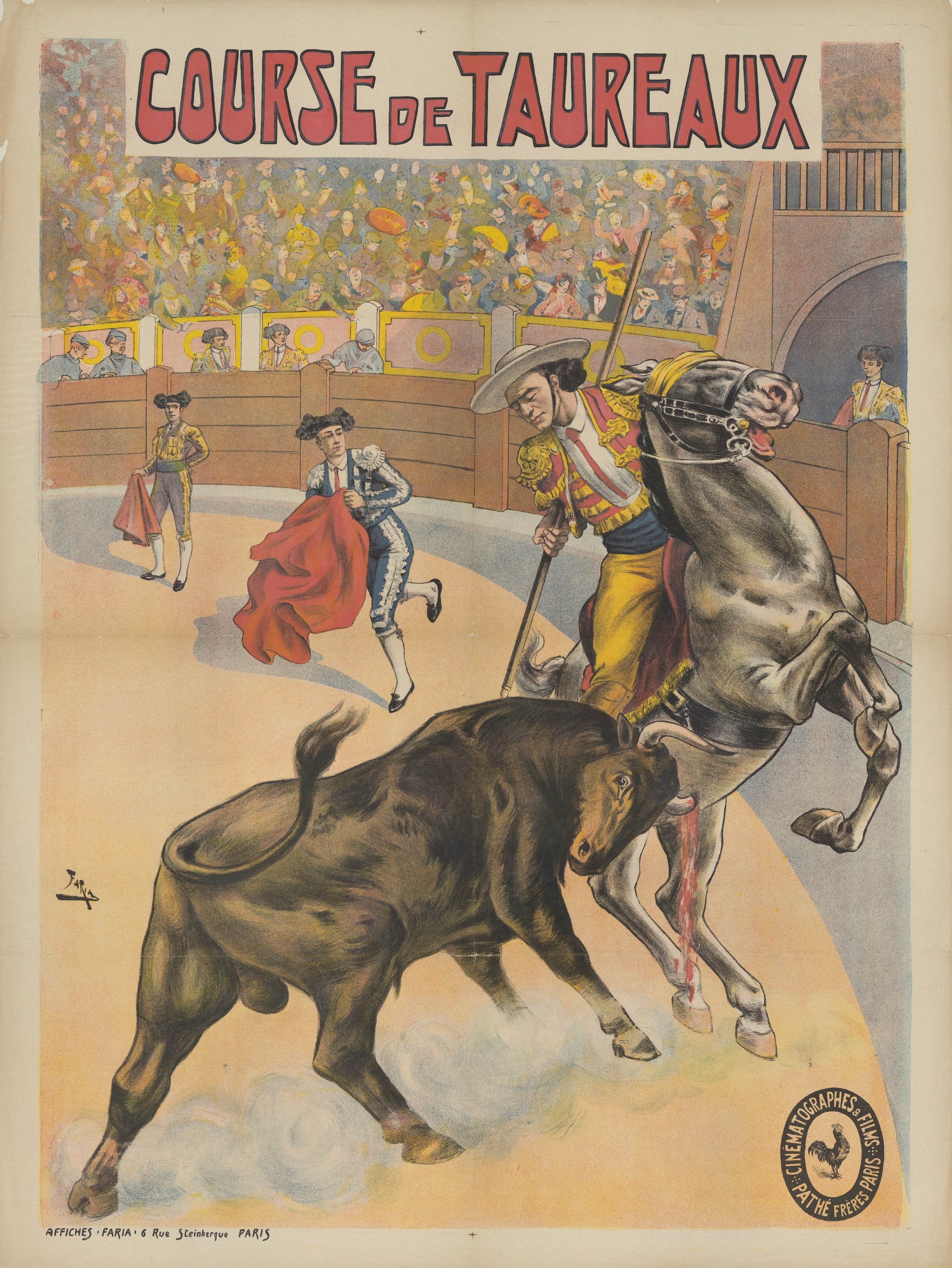
A Course de taureaux à Séville című francia film plakátja (1907)

Spanyolországban rendszeresek az állatvédelmi tüntetések a bikaviadalok ellen.
2011 szeptemberében Katalóniában, Spanyolország egyik autonóm közösségének parlamentjében, döntés született arról, hogy nem rendezhető a továbbiakban bikavidal. A betiltás kezdeményezői szerint a bikaviadal barbár szokás. Később azonban 2016-ban a spanyol alkotmánybíróság elrendelte, hogy Katalóniának bikaviadalokat kell rendeznie. A támogatók szerint ugyanis a bikaviadal fontos része a spanyol nemzeti tradíciónak. Így a katalán függetlenedés egyik fontos kérdésévé vált a bikavivás hagyományának  megmaradása. A katalán főváros régebbi arénájában (Las Arenas) 1977-ben, az újabban (La Monumental) 2011-ben zajlott le az utolsó küzdelem bika és ember között. Barcelona arénáit bevásárlóközponttá és mecsetté alakítják át.
2018-ban a spanyol Bull Foundation of Lydia, a francia Observatoire National des Cultures Taurines és a portugál ProToiro szervezetek vezetői létrehozták az International Council of Bullfighting (ILC) elnevezésű tanácsot, amely a bikaviadalok kulturális, gazdasági, társadalmi és edukációs értékeinek népszerűsítését, valamint a gyakorlatot védő törvények és egyezmények országos és nemzetközi szintű képviseletét tűzte ki céljául. A bikaviadal tradícióját támogatók szerint, a nem élelmiszeripari és nem a vágóhidak számára tenyésztett harci bikákkal történő viadal egy művészeti forma, amelyet egyenrangúnak kellene tekinteni a tánccal, a festészettel vagy a zenével.
A bikaviadalok támogatói arra is hivatkoznak, hogy ez a hagyomány óriási gazdasági jelentőséggel is bír Spanyolország szempontjából. Csak a két legnagyobb, bikákkal kapcsolatos fesztivál, a madridi Fiesta de San Isidro és a pamplonai Sanfermines háromszor annyi adóbevételt hoz éves szinten, mint amennyi az egész országban a mozijegyek eladásából származik, egy 2016-os elemzésben pedig a szerzők kiszámolták, hogy a bikafuttatások és bikaviadalok betiltása éves szinten 3,6 milliárd eurós veszteséget okozna az országnak. A bikaviadalok szervezőinek szövetsége szerint majdnem 200 000 munkahely kötődik a bikaviadalokkal kapcsolatos rendezvényekhez.